# Loney, Dear
Emil Svanängen (født 1979), bedre kendt som Loney Dear, er en pop-/indie-singer-songwriter og multiinstrumentalist fra Sverige.

## Diskografi

### Albums
- The Year of River Fontana (2003, selvudgivelse)
- Citadel Band (2004, selvudgivelse)
- Loney, Noir (2005, selvudgivelse)
- Sologne (2006, selvudgivelse, Dear John/ Loney dear recordings)
- Loney, Noir (genudgivelse) (2007, Sub Pop USA/Australia/New Zealand. Parlophone resten af verden)
- Dear John (2009, Parlophone.  Polyvinyl Record Co. USA)
- Hall Music (2011, Polyvinyl Record Co.)
- Loney Dear (2017, Real World Records)
- A Lantern and a Bell (2021, Real World Records)
- Atlantis (2022, Real World Records)
- ALL THINGS GO (2024, Loney Dear Recordings)

### Singler
- "Hulls" (2017, Real World Records)
- "Sum" (2017, Real World Records)
- "December Lilies" (2017 Woah Dad!)
- "ALL THINGS GO" (2023, Loney Dear Recordings)
- "PLUME" (2023, Loney Dear Recordings)
- "ANIMAL" (2024, Loney Dear Recordings)